# NGC 5584
NGC 5584 је спирална галаксија у сазвежђу Девица која се налази на NGC листи објеката дубоког неба.
Деклинација објекта је - 0° 23' 17" а ректасцензија 14h 22m 23,8s. Привидна величина (магнитуда) објекта NGC 5584 износи 11,5 а фотографска магнитуда 12,2. Налази се на удаљености од 27,4000 милиона парсека од Сунца. NGC 5584 је још познат и под ознакама UGC 9201, MCG 0-37-1, CGCG 19-8, KARA 626, IRAS 14198-0009, PGC 51344.